# 池田亀治
池田 亀治（いけだ かめじ、1867年7月16日（慶應3年6月15日）- 1934年（昭和9年）3月8日）は、明治から昭和初期の農業指導者、政治家、銀行家。衆議院議員。号・万年、俳号歌号・伸穂。

## 経歴
出羽国仙北郡、のちの秋田県仙北郡新刈和野村（刈和野村、刈和野町、西仙北町を経て現大仙市）で、豪農・池田勘左衛門の長男として生まれる。根本通明に師事し勉学に励んだ。
刈和野町会議員となる。1898年（明治31年）秋田県会議員に選出され、同参事会員、仙北郡会議員、所得調査委員にも在任した。1917年（大正6年）4月、第13回衆議院議員総選挙（秋田県郡部、立憲政友会）で初当選し、その後、第16回総選挙まで再選され、衆議院議員に通算4期在任した。
また、秋田県農会長、帝国農会議員、同評議員などを務め、秋田産米の品質改良、販路拡大に尽力した。
その他、秋田貯蓄銀行取締役、秋田信託取締役、池田銀行頭取にも在任した。

## 国政選挙歴
- 第13回衆議院議員総選挙（秋田県郡部、1917年4月、立憲政友会）当選[4]
- 第14回衆議院議員総選挙（秋田県第2区、1920年5月、立憲政友会公認）当選[5]。
  - 1921年1月26日、衆議院議員当選無効訴訟事件が大審院で裁判確定となり議員を退職[6]。
- 第15回衆議院議員総選挙（秋田県第7区、1924年5月、立憲政友会）当選[7]
- 第16回衆議院議員総選挙（秋田県第2区、1928年2月、立憲政友会公認）当選[8]
- 第17回衆議院議員総選挙（秋田県第2区、1930年2月、立憲政友会公認）次点落選[9]